# Cinétracts
I Cinétracts sono dei mini-film anonimi realizzati in Francia tra il maggio e il giugno 1968 e in seguito in maniera irregolare. I cortometraggi militanti, quasi tutti muti e girati in 16 mm e in bianco e nero, sono stati distribuiti fuori dal circuito commerciale. È dunque difficile stabilire un catalogo completo. La Cineteca Nazionale francese ne conserva una quarantina.
Alcuni corti sono stati girati da Jean-Luc Godard, Chris Marker e Alain Resnais. Secondo Godard, la serie sarebbe il furtto di un'idea di Marker e della produttrice Inger Servolin, attraverso il collettivo SLON (poi diventato la società di distribuzione Iskra).